# Chelsea Physic Garden
Chelsea Physic Garden – ogród botaniczny znajdujący się w Royal Borough of Kensington and Chelsea w Londynie, założony w 1673 w celu badania leczniczych właściwości roślin. Jeden z najstarszych ogrodów botanicznych w Wielkiej Brytanii - starszy od niego jest tylko ogród botaniczny Uniwersytetu w Oksfordzie. Od 1983 otwarty dla publiczności.